# Ovčírna
Ovčírna ist eine Ansiedlung in der Gemeinde Oslavička in Tschechien. Sie liegt vier Kilometer südwestlich von Velké Meziříčí und gehört zum Okres Žďár nad Sázavou.

## Geographie
Ovčírna befindet sich in der Talmulde des Flüsschens Oslavička im Krischanauer Bergland (Křižanovská vrchovina) im Süden der Böhmisch-Mährischen Höhe. Nördlich liegt das Tal der Balinka, das als Naturreservat Balinské údolí geschützt ist.
Durch den Ort führt ohne Halt die Eisenbahnstrecke von Náměšť nad Oslavou nach Velké Meziříčí. Oslavička liegt auf dem Gebiet des Naturparkes Třebíčsko. Östlich liegt der Teich Benetín und das Majersche Hegerhaus.
Nachbarorte sind Amerika im Norden, Oslavice im Nordosten, Osové im Osten, Rohy im Südosten, Oslavička im Süden, Nový Telečkov im Südwesten, Horní Heřmanice und Baliny im Westen sowie Uhřínov im Nordwesten.

## Geschichte
Das Dorf und die Feste Benedín ist seit 1376 schriftlich nachweisbar. Besitzer von Benedín war zu dieser Zeit der Vladike Matějek von Benedín, dessen Geschlecht hier seinen Stammsitz hatte. Matějek erbte später auch den Anteil seines Bruders Zdich. Das Dorf erlosch wahrscheinlich während der Hussitenkriege. Das Gut kaufte 1481 Mikuláš Oslavický von Jemničky und schloss es an Oslavický an.
Im 16. Jahrhundert wurde in Benedín ein Kloster gegründet, dieses wurde während des Dreißigjährigen Krieges zerstört. An seiner Stelle entstand später eine einzelne Schäferei, von der sich der heutige Name Ovčírna herleitet. 
Nach der Aufhebung der Patrimonialherrschaften gehörte die Schäferei ab 1850 zum Ortsteil Oslavička der politischen Gemeinde Rudíkov in der Bezirkshauptmannschaft Velké Meziříčí. Zu Beginn des Jahres 1961 erfolgte die Umgemeindung nach Nový Telečkov im Okres Třebíč. 1990 wurde Ovčírna ein Teil der Gemeinde Oslavička. Seit 1. Januar 2007 gehört die Ansiedlung Ovčírna zum Okres Žďár nad Sázavou.

## Sehenswürdigkeiten
- Naturpark Balinské údolí, nördlich an der Balinka
- Lindenallee zum Majerschen Hegerhaus, bestehend aus 27 hohen Bäumen, südöstlich der Ansiedlung